# Tasiocera (Dasymolophilus) robusta
Tasiocera (Dasymolophilus) robusta is een tweevleugelige uit de familie steltmuggen (Limoniidae). De soort komt voor in het Palearctisch gebied.